# Dona Astrogilda
Astrogilda Ribeiro dos Santos, mas conhecida como Dona Astrogilda ou Rainha do Congo do Espírito Santo (Bahia, 1934 — Aracruz, 19 de julho de 2021) foi uma folclorista brasileira. Mestra e rainha do Congo de Vila do Riacho, em Aracruz, era também parteira e guia espiritual.
Em 2014, a Secretaria de Estado da Cultura (Secult/ES) lhe concedeu o título de "Mestre da Cultura Popular do Estado do Espírito Santo", recebendo o prêmio "Mestre Armojo do Folclore Capixaba".
| “                  | E Deus vai me ajudar para que até o meu último suspiro de vida eu esteja ouvindo os tambores do congo tocar. | ” |
| — Dona Astrogilda, | |   |

## Biografia
Filha de mestre e capitão e rainha de Congo, seguiu os passos dos pais e, aos 13 anos, entrou para a banda de Congo de São Benedito do Rosário — criada em 1798 e uma das mais antigas do país — e, aos 20 anos, se tornou mestre e passou 65 anos à frente do grupo.

## Doença e morte
Em janeiro de 2021, ficou 19 dias internada com COVID-19 e se recuperou da doença. Em 16 de julho, debilitada em função da internação anterior e da diabetes preexistente, voltou a se sentir mal, foi novamente hospitalizada — no hospital Dório Silva, na Serra — e precisou amputar uma perna. Por conta dessas complicações, acabou morrendo, em 19 de julho de 2021, aos 88 anos.